# Jovan Beljanski
Jovan Beljanski — Lala (srbsko Јован Бељански — Лала), srbski častnik in politik, * 25. november 1901, Zmajevo, † 1982, Novi Sad.

## Življenjepis
Leta 1926 je postal član KPJ. Leta 1930 je bil obsojen na 10-letno zaporno kazen.
Med drugo svetovno vojno je bil politični komisar Podonavskega odreda, član Generalštaba Vojvodine, poveljnik Sremske vojne oblasti,...
Po vojni je postal poslanec Zvezne skupščine in Skupščine SR Srbije, član CK SK Srbije,...

## Odlikovanja
- Red narodnega heroja
- Red zaslug za ljudstvo
- Red partizanske zvezde